# Heinz Markus Göttsche
Heinz Markus Göttsche (* 7. April 1922 in Beringstedt; † 25. Mai 2010 in Landau in der Pfalz) war ein deutscher evangelischer Kirchenmusiker, Organist, Dirigent und Komponist.

## Leben und Werk
Heinz Markus Göttsche besuchte in Neumünster das Gymnasium. Bereits als Schüler spielte er in verschiedenen Orten der Umgebung die Kirchenorgel. Nach dem Abitur studierte Götsche in Berlin unter anderem bei Fritz Heitmann und Hans Chemin-Petit. Während seines Militärdienstes im Zweiten Weltkrieg geriet er in britische Kriegsgefangenschaft. Nach dem Krieg setzte er sein Studium an der Schleswig-Holsteinischen Musikakademie in Lübeck fort. Er beendete sein Studium 1949.
Von 1949 bis 1960 wirkte er als Kantor in Bad Oldesloe. Er baute Kinder- und Jugendchöre in dieser Stadt sowie in umliegenden Gemeinden auf. In diesen Jahren wirkte er auch als Dozent an der Schleswig-Holsteinischen Musikakademie. 1960 wurde er Kantor an der Christus-Kirche in Mannheim. In den 1960er Jahren wirkte er in Mannheim als Leiter des dortigen Bach-Chores und Bach-Orchesters. Gleichzeitig wirkte er als Dozent für Orgel am Kirchenmusikalischen Institut Heidelberg. Zudem war er Professor an der Musikhochschule Mannheim. 1969 wurde Göttsche zum Landeskirchenmusikdirektor der Pfälzischen Landeskirche ernannt.
Nach seiner Pensionierung wirkte Göttsche von 1987 bis 1995 als Dirigent des Südpfälzischen Kammerorchesters. Er widmete einen Teil seiner Zeit dem Komponieren und Konzertieren. Er veröffentlichte seine Werke unter anderem in den Verlagen Strube, Bärenreiter und Merseburger. Göttsche spielte zahlreiche Tonträgeraufnahmen für das Label Da Camera ein.
Heinz Markus Göttsche war der Vater des Kirchenmusikers Gunther Martin Göttsche.